# Hóquei de rua

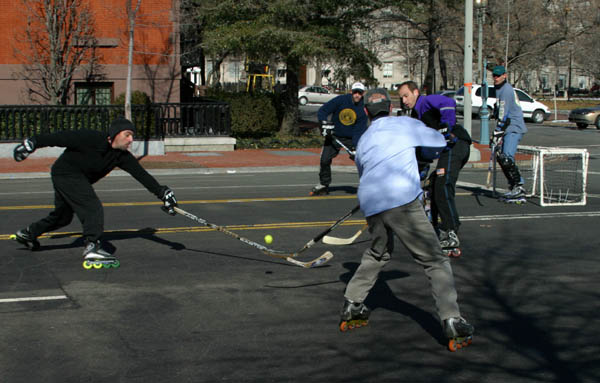
Praticantes do hóquei de rua.

O hóquei de rua (conhecido em inglês como Street Hockey) é uma das variantes do hóquei no gelo. É bastante popular nas regiões mais quentes da Europa e dos Estados Unidos, e bastante praticado durante o verão no Canadá. Os jogadores escolhem se jogam com ou sem patins, e no lugar do disco, geralmente usa-se uma bola de borracha. Não é controlado por nenhuma federação, e como outros esportes de rua, não existem regras fixas. Cada localidade específica joga da sua forma.